# Accueil Bonneau
Pour les articles homonymes, voir Accueil et Bonneau.
L'Accueil Bonneau est une organisation caritative créé en 1877 dont la mission est d'accueillir la personne en situation ou à risque d'itinérance en l'accompagnant au quotidien dans la réponse à ses besoins essentiels et la recherche d'une meilleure qualité de vie et d'un mieux-être. Situé au 427 rue de la Commune Est à Montréal, l'organisme est au cœur du Vieux-Montréal.
Le nom de l'organisme est un hommage à sœur Rose-de-Lima Bonneau, qui a déjà travaillé pour l'organisme.

## Historique

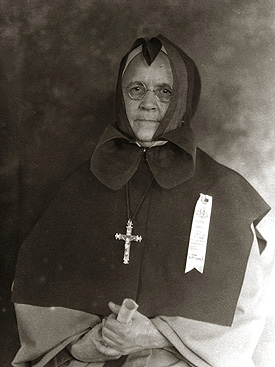
Rose-de-Lima Bonneau
en 1915

En 1877, les Sœurs Grises, avec l'aide de l'homme d'affaires Joseph Vincent et du sulpicien René Rousseau, aumônier de la Société Saint-Vincent-de-Paul, fondent un refuge pour les sans abri : l'Hospice Saint-Charles. 
L'Hospice accueille des hommes et des femmes jusqu'en 1894, lorsque celui-ci est détruit pour permettre la construction de la gare Viger, et un dépôt de nourriture et de vêtements, intitulé le Fourneau économique, prend le relais jusqu'en 1904,.
En 1904, grâce à la persévérance de la Société Saint-Vincent-de-Paul et des Sœurs Grises, le Vestiaire des Pauvres ouvre ses portes au lieu actuel de la rue de la Commune (connue dans le temps sous le nom de la rue des Commissaires).

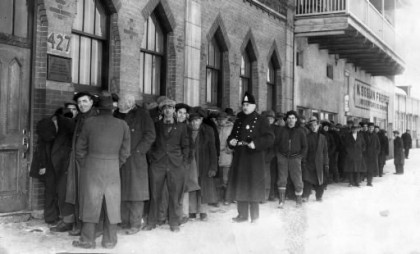
File devant le 427, rue de la Commune Est pour une soupe populaire lors de la Grande Dépression

En 1971, en hommage à sœur Rose-de-Lima Bonneau, le Vestiaire des pauvres adopte le nom actuel: l'Accueil Bonneau,,,. 
En 1978, l'Accueil Bonneau s'incorpore et un conseil d'administration est créé pour superviser l'organisme. 

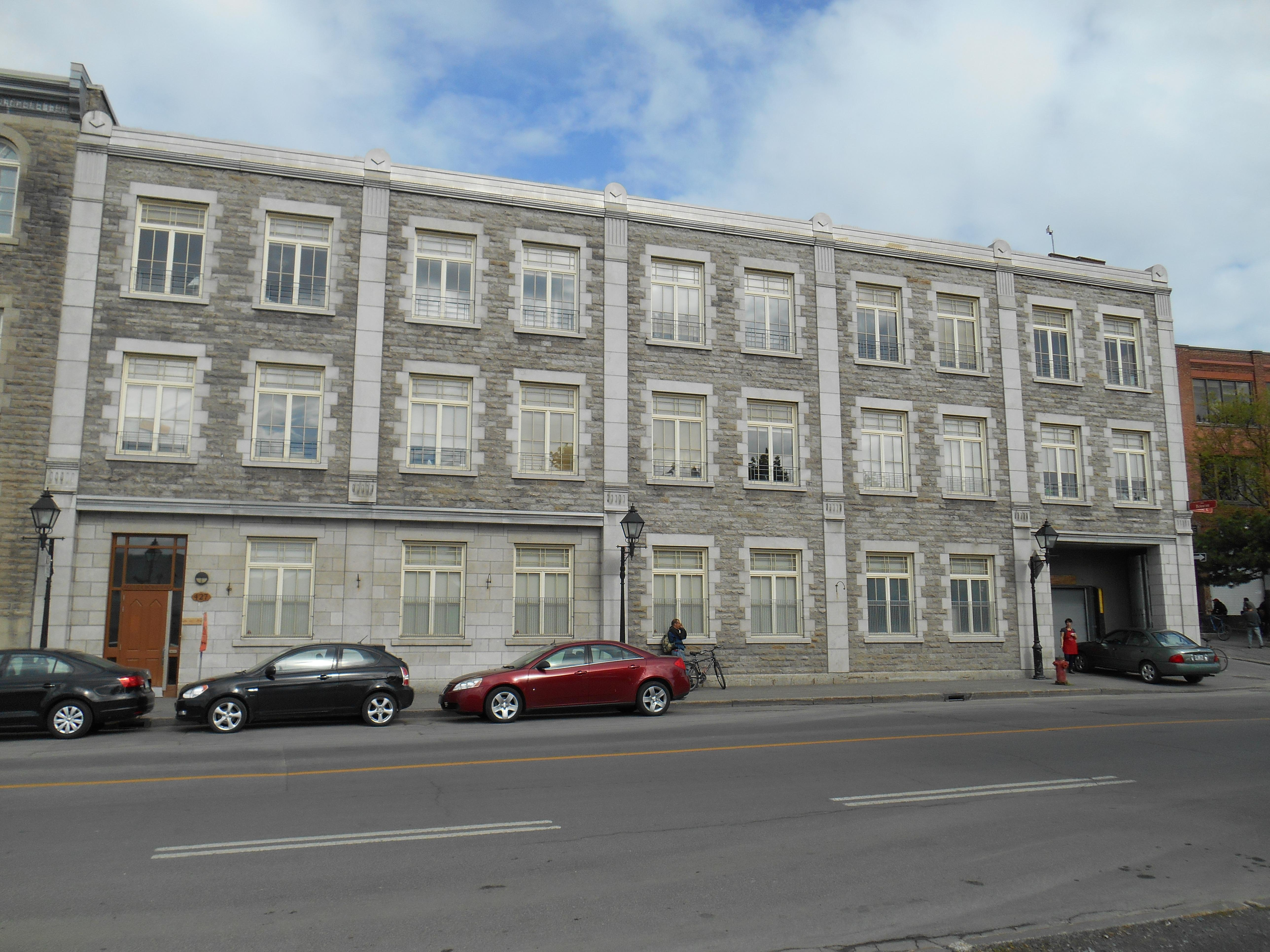
Nouveau bâtiment construit en 1998

Le 9 juin 1998, une explosion détruit le bâtiment. L'explosion est causée par une fuite de gaz et tue une religieuse, deux bénévoles et blesse une vingtaine de personnes,.

## Services
L'Accueil Bonneau offre plusieurs services à ses usagers, :
- La salle à manger : environ 800 repas sont servis chaque jour, même les jours fériés. Ces repas peuvent être consommés dans la salle à manger ou ils peuvent être apportés ailleurs.
- Le vestiaire et la coiffure : plus de 60 000 articles sont distribués annuellement, tels que vêtements, chaussures, draps, dentifrice
- Le café des Sœurs : espace de socialisation et de détente où les intervenants sont présents
- La fiducie : accompagnement personnalisé pour rétablir la situation administrative et financière
- L'hébergement : trois maisons d'hébergement à vocation particulière pour des clients qui désirent retrouver une stabilité résidentielle et entamer un processus de réinsertion sociale
- L'employabilité : plateaux de travail variés
- L'intervention de milieu : intervention aux environs de l'Accueil Bonneau pour favoriser une cohabitation harmonieuse et sécuritaire entre la clientèle de l'Accueil Bonneau et les résidents et commerçants riverains.
- L'Espace Santé : des spécialistes offrent des services de santé aux usagers de l'Accueil Bonneau. Celles-ci incluent la chiropractie, la podiatrie, l'optométrie, l'ergothérapie, les soins infirmiers, les soins dentaires et les cliniques de vaccination.
- Les arts : des ateliers d'art et de musique sont offerts aux usagers
- Les douches
- Le jardin communautaire : des activités de jardinage sont offerts aux usagers